# Sveriges Fria Bygghandlare AB
Sveriges Fria Bygghandlare AB är en bygghandelskedja som har över hundra butiker i Sverige och på Åland.
Företeget hette tidigare Woody och är Sveriges äldsta bygghandelskedja [källa behövs] den grundades 20 oktober 1944. Kedjan ägs av ett antal lokala byggmaterialhandlare och har huvudkontor i Helsingborg.